# Oni Chichi
Oni Chichi (鬼父?) es una serie hentai que después se hizo un juego para PC homónimo desarrollado por Blue Gale. La serie sigue las historias de dos familias, principalmente la de Airi Akitsuki (秋月 愛莉). La trama tiene como principal argumento la relación de un padrastro con sus hijastras.

## Personajes
Nota: Las voces de los personajes solo se atribuyen al videojuego, en consiguiente, no son revelados en las OVAs. En el juego Oni Chichi After: Nuresuke Airi to Amayadori-hen se revelan algunos seiyus participantes en las animaciones. 

### Oni Chichi
Kōzō Akitsuki (秋月 孝三, Akitsuki Kouzou?)
Seiyū: No publicado (sólo OVA)
Protagonista de esta obra. 30 años de edad. Tiene un doctorado en la Universidades Kinoekita y es profesor de laboratorio de bioquímica en dicho plantel. Durante una etapa de su experimento, ocurrió un accidente; que acaeció en una pérdida de su virilidad y además, parte de su función masculina debido a un trauma psicológico hace algunos años, abrazado el interés sexual frente a las dos personas que conoce Marina y Airi, quien se acerca a ellas tomando como excusa un complejo de lolita.
Una vez convertido en padre de ley de las hermanas, empieza a abusar de ellas empezando con un fetiche de ropa interior, y disfruta de su nueva transformación de vida.
Airi Akitsuki (秋月 愛莉, Akitsuki Airi?)
 Seiyū: Hiromi Igarashi (anime) y Mio Oukawa (juego)
Protagonista femenina. Estudiante de primer año en la escuela St. Kaede. Pertenece al club de música ligera.
Es la segunda hija de Kayoko. Es rubia debido a los genes de su padre biológico; en lo físico es delgada, su altura es un poco inferior al de su hermana por unos centímetros debido a los dos años de diferencia, pero eso no quita el hecho de que su busto sea equiparable al de su hermana; también luce un par de coletas estilo francés, haciéndola ver aún más atractiva. Por el contrario, su personalidad es un poco testaruda, rebelde y es de espíritu libre y egoísta, lo contrario de su hermana Marina. No le gusta que le hablen de Kōzō. No tiene novio.
En la versión OVA, Kōzō la ultraja no sin antes rociarle un afrodisíaco que él mismo desarrolló en su laboratorio.
Marina Akitsuki (秋月 真理奈, Akitsuki Marina?)
 Seiyū: Rino Kawashima (anime) y Marino Kawashi (juego)
Hermana de la protagonista . Estudiante de tercer año en la escuela St. Kaede. Hija mayor de Kayoko. Como la madre está ocupada con el trabajo, y con el fin de compartir la presión de la madre en el hogar, toma riendas con las tareas del hogar, tiene un carácter conservador y serio. Su aspecto es más parecido a su madre, arraigado a lo japonés, presenta un cabello largo color marrón, ojos violetas, y un busto grande.
Es tan modesta con sus asuntos que llegó a tener citas a escondidas con su novio Masato.
En la versión OVA, el astuto Kōzō la ultraja, al tenderle una trampa a Masato, quien tuvo su primera vez con otra chica y no con Marina.
Sana Kuranaka (倉中 紗奈, Kuranaka Sana?)
 Seiyū: Kaori Nomiya
Es la compañera de clase y mejor amiga de Airi. Es una chica con un estilo refrescante y alegre, su cabello es corto color marrón y sus ojos son color verde; su rostro, estatura y cuerpo son muy similares a los de Airi, tanto que si se pusiera una peluca podrían confundirla con la mismísima Airi o con una hermana gemela.
Se desconoce desde cuándo empezó a tener una relación física con el protagonista, pero sí se sabe que ella fue la primera en volverse "adicta" del protagonista.
Mika Mikami (三上 由佳, Mikami Mika?)
 Seiyū: Sonoha
Masato Ōno (大野 雅人, Oono Masato?)
Seiyū: Desconocido
Novio de la hermana de Airi.
Kayoko Akitsuki (秋月 華代子, Akitsuki Kayoko?)
 Seiyū: Nanaho Misumi
Es la madre de la protagonista Airi y Marina. Se sabe que antes de casarse con Kouzou ya había estado casada dos veces, dando a luz a Marina en su primer matrimonio y a Airi en su segundo matrimonio, lo cual significa que Airi y Marina son medias hermanas.
Kayoko es una mujer hermosa con cabello y ojos marrón, se parece mucho a su primera hija Marina; algunos podrían decir que ella es la versión adulta y madura de Marina.
Por desgracia, Kayoko es una mujer muy trabajadora por lo que no pasa mucho tiempo en casa, dando como consecuencia que desconozca los sucesos que están pasando en su hogar.

### Oni Chichi 2
Kenichi Makino (牧野 賢一, Makino Ken'ichi?)
Seiyū: Desconocido
Protagonista. Su esposa falleció en un accidente de tráfico, a pesar de ello, fue soporte económico para las cuatro hermanas, pero, aun así en su dolor de perder a su esposa, su libido no está suprimida.
Haruka Makino (牧野 遥, Makino Haruka?)
 Seiyū: Sayaka Kazuna
Natsume Makino (牧野 棗, Makino Natsume?)
 Seiyū: Ryuū Andō
Akira Makino (牧野 晶, Makino Akira?)
 Seiyū: Mai Iwaizumi
Fuyu Makino (牧野 ふゆ, Makino Fuyu?)
 Seiyū: Mei Misonō

## Argumento

### Arcos deOni Chichi
- Oni Chichi

La madre de Marina y Airi se divorció hace unos años y recientemente se ha vuelto a casar con un hombre llamado Kouzo  (孝三). Marina acepta a su nuevo padre, a diferencia de Airi (愛莉), quién lo detesta. Kouzo, quién es un profesor de química en la escuela de las chicas, es en realidad un pervertido que desarrolló un medicamento que tiene el efecto secundario de excitar a las mujeres. Él prueba la droga con la amiga de Airi, Sana Kuranaka y funciona. Cuándo su hijastra Airi lleva a Sana a su casa, ellas descubren que sólo estarán ellos tres por el resto del día. Airi decide bañarse rápidamente y baja para encontrar a Kouzo viendo uno de los vídeos de ella en ropa interior que Sana había hecho para él. Él prueba su droga en Airi, quién intenta huir pero su cuerpo se siente tan excitado que no puede moverse y Kouzo se aprovecha de ella. Después de tener sexo, Airi, quien al principio se negaba a hacerlo con su padrastro, empieza a disfrutarlo y a volverse adicta a tener sexo con él.
Kouzo se entera gracias a Airi que Marina (真理奈) tiene un novio, a quien podría darle su virginidad antes de que él pueda quitársela, así que planea adelantarse. El hecho de que Kouzo hable sobre Marina mientras ella le da placer enfurece a Airi. El novio de Marina empieza a hablarle sobre su interés en tener relaciones con ella y los dos se ponen de acuerdo para reunirse esa noche en un parque, pero Kouzo escucha el final de su conversación. Marina se arregla para salir esa noche, y cuando su padrastro le dice que Airi salió y que, por lo tanto, se quedaría solo, le miente, diciendo que ya había hecho planes con sus amigas para estudiar por la noche. Kouzo sabe que ella está mintiendo e intenta usar su droga en ella, pero Airi la había reemplazado. Aun así, procede a violarla. El novio de Marina la espera en el parque, con la esperanza de acostarse con ella esa noche. Airi llega y le pide ayuda, llevándolo a un baño y encerrándolo en un cubículo en donde se encuentra Sana, atada de manos y usando solo una camisa. Sana le pide a Masato que tenga relaciones con ella, pues Airi usó la droga en ella y no puede contenerse.  Airi será a la vez un obstáculo y una ayuda a su padre, pero al final se sale con la suya. Al día siguiente, Marina descubre que su novio la engañó con Sana. Al final de todo, Kouzo se encuentra con tres chicas jóvenes todas adictas a tener sexo con él.
- Oni Chichi Re-birth

Airi todavía ama a su padrastro, aunque él la trata más como un juguete sexual que otra cosa. La historia comienza con Airi trayendo a su padrastro y su amiga Sana para ir a ver una película romántica. Mientras que su padrastro y Sana se duermen bastante rápido, Airi disfruta de la película, hasta que un hombre sentado detrás de ella comienza a agredirla sexualmente. Al terminar la película, el hombre desaparece y Airi, tratando de comprobar que no fue él quien la excitó, lleva a Kozo al baño de las mujeres, en el que Airi le da un beso y una mamada. Justo cuando están a punto de tener relaciones sexuales, el hombre de antes vuelve a aparecer y droga a Kozo. Ahora, sin que nadie pueda defenderla, ya que Sana no puede hacer nada más que mirar desde afuera del baño, Airi es violada por el hombre. Al día siguiente, Airi descubre que el hombre que la violó es en realidad un maestro de su escuela. Ambas se enfrentan a él por separado acerca de lo que le hizo a Airi y ambas terminan teniendo relaciones sexuales con él. Al final de la historia, se revela que el profesor es el padre de Sana, quien le dio la medicina erótica a Kozo con la condición de que cambiaran de chicas una vez.
- Oni Chichi Re-born

Airi está enojada con su padrastro después de todo lo que le ha hecho pasar en los últimos meses, porque él la utiliza como un juguete sexual cuando quiera. Él, junto con la ayuda de su otra hijastra, Marina, fija un viaje a un resort de aguas termales para compensarla. Más tarde, Marina hace planes de último minuto y deja que ellos dos se vayan solos. Ya que sus hábitos son muy difíciles de cambiar, desde el primer momento del viaje trata constantemente de drogar a Airi para usarla como su juguete sexual. Al final, Airi confiesa que a ella le gusta, pero solo lo recubre con una actitud de tsundere mientras disfruta del viaje. También expresa su preocupación de que a su padrastro solo le caiga bien ella cuando está drogada. Más tarde, Marina aparece y encuentra a Airi y a su padrastro juntos en la cama, ninguno de los cuales puede recordar lo sucedido después de tener una resaca. Mientras que Marina tiene sexo con Kōzō, Airi está en las aguas termales, pero inexplicablemente regresa con una ligera fiebre. Cuando ella comienza a dirigirse a Marina como "mamá", se revela que ella sufre de algún tipo de pérdida de memoria. El resto del viaje se pasa con Marina y Kōzō teniendo sexo, mientras que Airi actúa como su hija.
- Oni Chichi Rebuild

Los tres personajes principales se empiezan a ajustar a su ambiente actual de una relación adulta abierta. El ambiente es completamente alterado cuando la madre de Airi y Marina, Kayako (华 代 子), regresa y trata de "reconstruir" su relación con su padrastro, sin darse cuenta de que está teniendo relaciones sexuales con sus dos hijas. Además, su padrastro se está convirtiendo cada vez más abusivo con Airi, quien ha sido un desafío a su relación con otra joven. El episodio termina con Airi y su padrastro viéndose atrapados en una sesión de sexo, supuestamente por la madre. La escuela también ha obtenido imágenes que muestran a Marina caminando hacia un hotel amoroso con un hombre parcialmente oculto que parece ser su padrastro.
- Oni Chichi Refresh

Se ubica históricamente en la serie Oni Chichi después de la saga de Rebuild. En ella, se cuentan las aventuras que tienen Airi, Sana y el padrastro de Airi en una bella playa, donde se encuentran con el guardacostas de la playa, quien se encuentra preocupado por los actuares de Airi hacia su padrastro. En la segunda OVA, se ve por primera vez cómo Airi acepta su relación amorosa hacia su padrastro, siendo ésta la única vez que lo afirma sin estar bajo los efectos de alguna sustancia. Al terminar la segundo OVA, nos encontramos con un secuestro, lo cual nos deja en suspenso. En la tercera OVA, un enmascarado viola a Airi delante de su padrastro. Más tarde, se descubre que fue Sana, su amiga desde el inicio de la historia, y en la cuarta OVA, se vuelven a acostar con su padrastro y se montan un trío con él.
- Oni Chichi: Vacation

Airi y Kozo se van de retiro a una zona montañosa y se encuentran con Mari, una vieja conocida de Kozo.

### Arcos deOni Chichi 2
- Oni Chichi 2

La historia trata sobre Kenichi Makino (牧野 健 一 padre), y sus cuatro hijas: Haruka Makino (牧野 遥 la hija mayor), Natsume Makino (牧野 枣 segunda hija), Akira Makino (牧野 晶 tercera hija), Fuyu Makino (牧野 ふゆ hija menor), quien apenas una semana antes había sufrido un accidente automovilístico que le costó la vida a su amada esposa. Se culpa a sí mismo por la muerte de su esposa y ahora tiene que cuidar de sus cuatro hijastras. Kenichi se encuentra pensando en cosas pervertidas sobre sus cuatro hermosas hijas. Entre las hijas, Akira lo ama mucho, pero lo esconde. Por otro lado, Natsume lo odia y a casi todos los hombres, porque siente que siempre la reprimen por ser una mujer, por lo que Kenichi decide disciplinarla y hacerla sentir como una verdadera mujer, rompiéndola. Cuando la rebelde Natsume se mete en problemas en la escuela, es hora de que papá querido administre un poco de disciplina de la variedad sexual. Pronto, él le está dando el mismo tratamiento a la maternal Akira, la sobresaliente Haruka, y la enfermiza Fuyu.
- Oni Chichi 2: Revenge

Kenichi Makino sigue teniendo relaciones sexuales con sus cuatro hijas siempre que lo desea. Un día, las chicas se van de viaje a la naturaleza, y su padre aprovecha esta oportunidad para violar a Akira y Fuyu de manera anónima. Esto las asusta, ya que no están dispuestas a tener sexo con nadie que no sea su padre, pero se sienten aliviadas cuando les revela su identidad. Más tarde, Natsume atrapa a su padre teniendo sexo anal con Akira y huye cuando casi la descubre. El episodio termina con una gran figura oscura que aparece sobre Natsume, asustándola. Se creía que era un oso, sin embargo, resulta ser un policía. Kenichi abusa de la situación para engañar a Akira y finge que un acosador le envía correos, supuestamente obligándolo a él y a Akira a tener relaciones sexuales de forma exhibicionista. La persona que está enviando los correos es en realidad Natsume, pero como ella se equivoca y le envía un correo a Akira por accidente, ambas tienen una confrontación al respecto. Akira le sigue el juego por un tiempo y luego toma a Kenichi como rehén con la ayuda de Natsume y Fuyu. El episodio termina con Akira y Natsume teniendo sexo con Kenichi, quien está enredado, y luego lo castigan, convirtiéndolo en un objeto de práctica de kendo.
- Oni Chichi 2: Harvest

Haruka se responsabiliza de que su padre regrese a la normalidad, pero su propio deseo comienza a nublar su juicio. Sin embargo, la pasión comienza a salirse de control cuando sus otras hermanas se ponen celosas de ella. ¿Ella realmente quiere que él regrese a la normalidad? ¿O solo lo quiere para ella misma?

## Episodios

### Arco deOni Chichi

#### Oni Chichi
| #  | Título                                                                                         | Estreno               |
| -- | ---------------------------------------------------------------------------------------------- | --------------------- |
| 01 | «Pantalones calientes descarados» «Konamaiki na Hotto Pantsu» (小生意気なホットパンツ)         | 30 de octubre de 2009 |
| 02 | «Las vergonzosas polainas impecables» «Hashitanai seiso na reginsu» (はしたない清楚なレギンス) | 28 de mayo de 2010    |

Oni Chichi: Rebirth
Oni Chichi: Reborn